# 省新镇
省新镇是中国福建省泉州市南安市下辖的一个镇。位於南安市城郊西北側，於1999年1月從美林鎮拆出成立，面積61平方公里，總人口45058人，地形為丘陵地帶，以森林為主，森林覆蓋率達90%。主要的觀光景點有林路厝，為福建省文物保護單位，另鎮內有細坑水庫、及傳說中楊文廣平閩十八洞之一的源通洞等。